# Джаман Василь Олексійович
Джама́н Васи́ль Олексі́йович (2 січня 1960 року, с. Бучачки, Івано-Франківська область, Україна) — український географ, демограф, доктор географічних наук, професор Чернівецького національного університету імені Юрія Федьковича.

## Біографія
Народився Василь Олексійович 2 січня 1960 року на Прикарпатті, в селі Бучачки тепер Снятинського району Івано-Франківської області. 1982 року закінчив географічний факультет Чернівецького університету за спеціальністю «географ. викладач», де залишився працювати. 1987 року захистив кандидатську дисертацію на тему «Маятникові трудові поїздки і використання робочої сили в регіоні (економіко-географічний аналіз на прикладі Чернівецької області)», 11.00.02 — економічна та соціальна географія. 1992 року присвоєно звання доцента по кафедрі географії і картографії України. У період 1994—2000 років працював деканом географічного факультету. 2004 року в Київському національному університеті імені Тараса Шевченка захистив докторську дисертацію на тему «Регіональні системи розселення: демогеографічний аналіз (на прикладі Західного регіону України)», 11.00.02. — економічна та соціальна географія. З 2004 року завідує кафедрою географії і картографії України, 2006 року присвоєно звання професора цієї кафедри. З 2009 року завідує новоствореною кафедрою географії України та регіоналістики.
У Чернівецькому університеті Джаман В. О. читає курси: економічна і соціальна географія України, етнодемографія, урбоекологія, демографічні проблеми людства, територіальні системи розселення. За час роботи в університеті Василь Олексійович підготував 7 кандидатів географічних наук: Костащук І. І., Печенюк В. О., Заблотовська Н. В., Заячук О. Г., Колядинський П. В., Атаманюк Я. Д., Думітраш Д. Г.

## Наукові праці
Основні напрямки викладацької та науково-дослідної діяльності: проблеми маятникових трудових міграцій, використання робочої сили у Прикарпатському регіоні, демогеографічну ситуацію в Україні, загальну географію міграцій населення України, етногеографію, територіальну систему розселення. Автор понад 150 наукових праць в галузі географії розселення населення, демогеографії, міграційних процесів, основні наукові праці:
1. Регіональні системи розселення: демогеографічні аспекти: Монографія — Чц. : Рута, 2003. — 392 с.
2. Національна структура населення етноконтактних зон: Монографія. — Чц. : Чернівецький національний університет, 2009. — 288 с. (у співавторстві з Костащуком І. І.).
3. Етнічна мапа буковинського прикордоння на зламі тисячоліть: Монографія. — Чц. : Прут, 2011. — 80 с. (у співавторстві)
4. Демогеографія: Навчальний посібник. — Чц. : Рута, 2002. — 160 с. (у співавторстві)
5. До проблеми територіальних особливостей демографічних процесів в Україні // Український географічний журнал. — 1998. — № 3. — С. 13-18.
6. Особливості географії міграцій населення України // Український географічний журнал. — 2002. — № 1. — С. 28-36.
7. Природно-ресурсні можливості як чинник розселенської ємності території // Український географічний журнал. — 2006. — № 4. — С. 51-55.
8. Методологічні засади дослідження відповідності систем розселення територіальній структурі суспільно-географічних комплексів // Економічна та соціальна географія: Наукова збірка. — К., 2004. — Вип. 55. — С. 87-92.
9. Особливості процесу урбанізації Західноукраїнського макрорегіону // Вісник Київського національного університету імені Тараса Шевченка. Серія: Географія. — Вип. 49. — К. : ВПЦ «Київський університет», 2003. — С. 47-49.
10. Формування демографічного і поселенського потенціалу регіонів під впливом міграційних процесів // Науковий вісник Чернівецького університету: Збірка наукових праць. — Вип. 167: Географія. — Чц. : Рута, 2003. — С. 150—156.
11. Територіальна структура систем розселення — каркас просторової організації суспільно-географічних комплексів // Проблеми безперервної географічної освіти і картографії: Збірка наукових праць. — Х., 2004. — Вип. 4. — С. 101—107.
12. Етнічна структура населення України: територіальні відміни, динаміка // Наукові записки Вінницького державного педагогічного університету ім. М. Коцюбинського. Серія: Географія. — Вінниця, 2006. — Вип. 11. — С. 90-96.
13. Національна структура населення етноконтактних зон: Монографія / В. О. Джаман, І. І. Костащук. — Чернівці: Чернівецький нац. ун-т, 2009. — 288 с.
14. Етнічна мапа буковинського прикордоння на зламі тисячоліть [Архівовано 2 лютого 2017 у Wayback Machine.] / В. Джаман, Н. Заблотовська, І. Костащук, В. Старик, Т. Халавка. — Чц. : Прут, 2011. — 80 с.
15. (англ.) Dzhaman V. Big towns: Territorial-Functional Organization and Strategy of Development (the Case of Chernivtsi) / Dzhaman V., Koliadynskyy P. — Saarbrucken: LAP LAMBERT Academic Publishing, 2015. — 226 p.
16. (рос.) Функции городов и их влияние на пространство / под ред. Л. Г. Руденко. — К. : Феникс, 2015. — 292 с.

## Нагороди і відзнаки
Джаман Василь Олексійович відзначений рядом нагород, почесних звань, грамотами:
- 1995 — почесна грамота Управління освіти Чернівецької міської ради.
- 1996 — відмінник освіти України.
- 2000 — почесна грамота Управління освіти Чернівецької міської ради.
- 2004 — почесні грамоти Чернівецької обласної державної адміністрації та Чернівецької обласної ради, почесна грамота Міністерства освіти і науки України.
- 2005 — подяка від Міністерства освіти та науки України.
- 2011 — почесна грамота Вищої атестаційної комісії України[2].

## Родина
Брат — український економіст, Михайло Джаман.